# Budapests getto

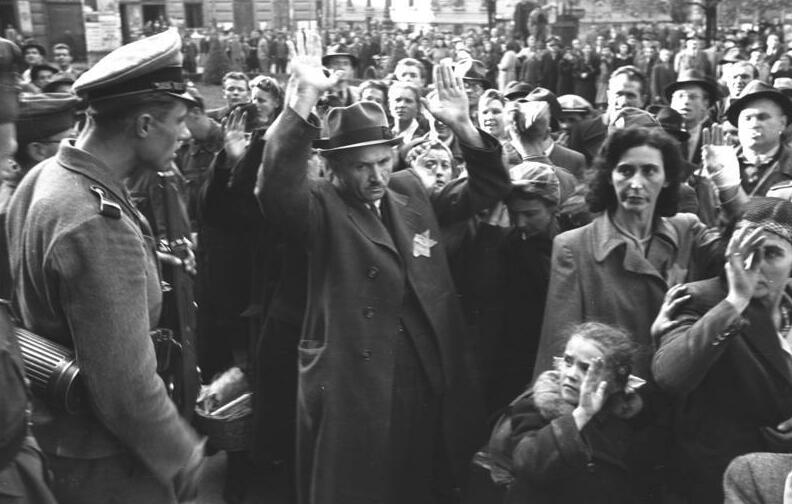
Ungerska judar samlas ihop av tyska och ungerska soldater. Budapest, oktober 1944.

Budapests getto låg i Pest, på den östra sidan av floden Donau som delar staden. Gettot inrättades av nazisterna under andra världskrigets sista år, i november 1944, och upplöstes i och med den sovjetiska invasionen i februari 1945.

## Historia
Den 19 mars 1944 ockuperades Ungern av Nazityskland. Tyskarna beordrade att ett juderåd skulle bildas och i april påbörjades deportationerna av ungerska judar från landsbygden och mindre städer till Auschwitz. I Budapest tvingades i juni stadens judiska befolkning flytta till 2 000 fastigheter spridda över staden som blev "judehus" och markerades med en Davidsstjärna. I oktober avsatte tyskarna den ungerska regeringen och insatte de fascistiska pilkorsarna att styra landet. Deportationer med tåg försvårades under hösten och tiotusentals av Budapests judar fick gå i så kallade dödsmarscher mot läger i Österrike och Tyskland. De omkring 70 000 judar som fanns kvar i staden föstes samma i ett getto som inrättades den 15 november i stadens gamla judiska kvarter, kring synagogorna i stadsdelen Erzsébetváros. Gettot avgränsades av murar och taggtråd vid gatorna Dohány utca, Kertész utca (f.d. Nagyatadi Szabo Istvan) och Király utca. Liksom i andra getton inrättade av nazisterna i Europa dog tusentals av undernäring och sjukdomar; döende blev liggande på gatorna och lik staplades i synagogans trädgård. Cirka 200 000 judar  bodde i Budapest i början av sommaren 1944, åtta månader senare, i februari 1945 var över hälften av dem borta; deporterade eller mördade.
Omkring 20 000 av Budapests judar räddades från döden av bland andra Valdemar Langlet, Raoul Wallenberg, den schweiziske diplomaten Carl Lutz och italienaren Giorgio Perlasca. Utländska delegationer ägde "skyddshus" i det så kallade "internationella gettot" som hade inrättats av pilkorsarna. Här bodde de judar som erhållit utländska skyddspass. Det  "internationella gettot" låg vid Szent István-parken och var inte inhägnat som det centrala stora gettot.
Budapest, och gettot, befriades av de sovjetiska styrkorna den 13 februari 1945.

## Minnesmärke
År 2006 revs den sista kvarvarande delen av gettomuren. Som minnesmärke har en mur rests av material från den gamla muren i Stora synagogans trädgård och en annan vid Király utca 15.